# Eriococcus multispinus
Eriococcus multispinus är en insektsart som först beskrevs av William Miles Maskell 1879.  Eriococcus multispinus ingår i släktet Eriococcus och familjen filtsköldlöss. Inga underarter finns listade i Catalogue of Life.